# アミュプラザ長崎

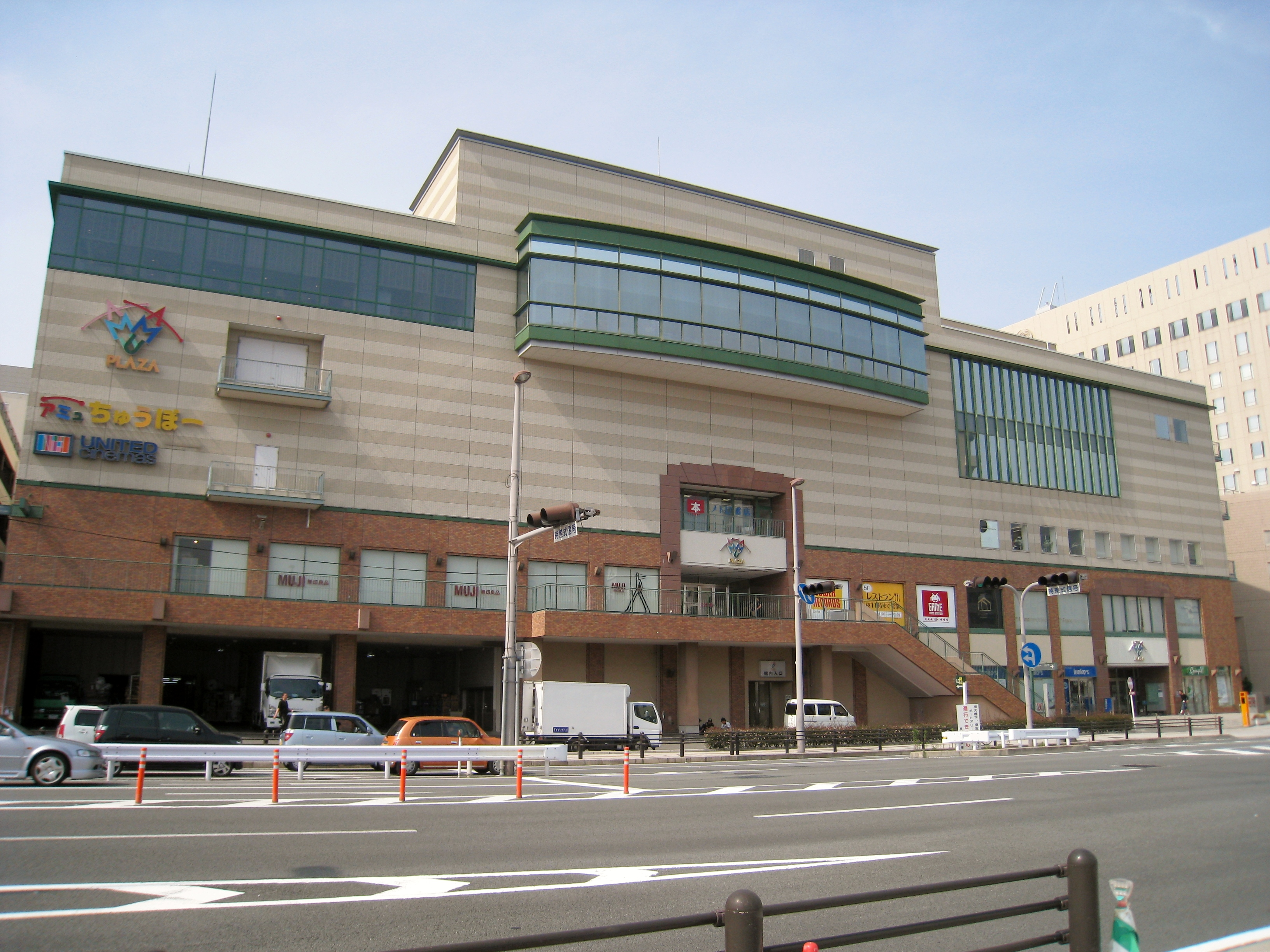
アミュプラザ裏

アミュプラザ長崎（アミュプラザながさき）は、長崎県長崎市尾上町に所在するショッピングセンター（ファッションビル）。地元での通称は「アミュ」。長崎駅と直結している。運営会社はJR九州グループの「株式会社JR長崎シティ」である。2019年4月1日を以て社名を長崎ターミナルビル株式会社から株式会社JR長崎シティに変更し、同時に株式移転を以てJR九州駅ビルホールディングス株式会社の子会社となった。

## 概要
JR九州長崎駅に直結している商業施設。2000年開業の本館と2023年開業の新館から構成される。
本館4階にはシネマコンプレックスの「ローソン・ユナイテッドシネマ長崎」が出店している。また、5階フロアの上にはJR九州ホテルがあり、2階の売り場フロアにホテルフロントが設けられている。

## 主な店舗
設置店舗の詳細は公式サイトのフロアガイドを参照。
1F
西友がフロア南側の大半を占める。この他フードコートや土産物店、衣料品店などが設置されている。
- 西友 長崎駅店[6]
「西友」ブランドとしては日本最南端の店舗である。2024年8月よりイズミグループのゆめマート熊本に運営が継承された[7][8]。

2F
レディスファッションを扱う店舗が大半を占める。
3F
メンズファッションの店舗が中心となっているが、フロア南側にあるメトロ書店が全体の五分の一程度の面積を占める。
4F
ハンズとユナイテッド・シネマがフロアの大半を占めている。ユナイテッド・シネマは、アミュプラザ長崎のオープンに合わせて2000年9月21日に開業。長崎県初のシネマコンプレックスであり、3D上映にも対応している。8スクリーン、座席数は合計1,673席。
- ハンズ長崎店[9]
- ローソン・ユナイテッドシネマ長崎

5F
フロアの半分弱がユナイテッド・シネマの吹き抜けで占められている。残りの売り場エリアには飲食店がある。